# تپه آقا بابای سینا
تپه آقا بابای سینا مربوط به سده‌های میانه دوران‌های تاریخی پس از اسلام است و در شهرستان ورزقان، بخش مرکزی، دهستان سینا، ۵۰۰ متری جنوب غربی روستای آقابابای سینا واقع شده و این اثر در تاریخ ۱۲ شهریور ۱۳۸۶ با شمارهٔ ثبت ۱۹۳۵۵ به‌عنوان یکی از آثار ملی ایران به ثبت رسیده است.